# Авижонис, Пятрас
Пятрас Авижонис (лит. Petras Avižonis; 17 апреля 1875, Пасвалис, Ковенская губерния, Российская империя — 17 октября 1939, Каунас) — литовский врач-офтальмолог, педагог, доктор наук, ректор Университета Витовта Великого (1925—1926), политик, общественный деятель.

## Биография
В 1888 году окончил русскую школу в Пасвалисе, в 1894 году — гимназию в Митаве. В 1895—1897 годах учился на факультете естественных наук в Императорском Санкт-Петербургском университете, в 1897 году перевёлся в Императорский Дерптский университет, где до 1900 года изучал медицину.
В студенческие годы, был активным участником литовского национального возрождения, сотрудничал с Повиласом Вишинскисом, Габриэле Петкевичайте-Бите, Юлией Жемайте. В 1897 году он написал небольшую грамматику литовского языка .
Летом 1900 года работал с лингвистом Йонасом Яблонскисом для создания более основательной грамматики, которая оказала большое влияние на создание стандартного литовского языка.
В качестве военного врача участвовал в Русско-японской и Первой мировой войнах.
Заинтересовался офтальмологией и в 1914 году защитил докторскую диссертацию. Особое внимание уделял лечению и профилактике трахомы.
Находясь в Москве, примкнул к местным социал-демократам. Вернувшись в Литву в 1918 г. , продолжил врачебную практику. Вступил в коммунистическую партию, но через несколько месяцев вышел из неё и присоединился к литовской социалистической партии.
В независимой Литве преподавал офтальмологию с 1920 года до своей смерти, организовал отделение офтальмологии в Университете Витовта Великого, открыл и возглавил современную глазную клинику, организовал профессиональное общество врачей.
В 1922—1924 годах — декан медицинского факультета Университета Витовта Великого (ныне Литовский университет наук о здоровье), а 1925—1926 годах — ректор Университета Витовта Великого).
Сотрудничал с многими литовскими периодическими изданиями, опубликовал отдельные брошюры по медицинским и социальным темам, автор более ста научных статей. В 1938 году был избран в правление Международной организации по борьбе с трахомой.
Основной труд П. Авижониса — 844-страничное руководство по глазным заболеваниям.

## Избранная библиография
- Lietuviška gramatikėlė. — Peterburgas, 1898.
- Apsakinėjimai apie žemę, vandenį ir orą / parašė P. A. — Tilžė, 1898.
- Socijalistai ir masonai: ar jie mums priešai? / parašė M. — Vilnius: Naujoji gadynė, 1906.
- Girtuoklybė mųsų rykštė / parašė P. A. — Vilnius: Žarija, 1907.
- Darbininkai ir visuomenė / parašė P. A. — Vilnius: Žarija, 1908.
- Žemė ir žmogus / parašė d-ras P. Avižonis. — Vilnius: Lietuvos ūkininkas, 1910.
- Aklumas ir trachoma Lietuvoje / d-ro P. Avižonies. — Vilnius: M. Kuktos spaustuvė, 1913.
- Gyvybė ir jos atsiradimas ant žemės. — Voronežas: Lietuvos reikalų komisariato kultūros ir švietimo skyrius, 1918.
- Šis tas iš mokslo istorijos. — Voronežas: Lietuvos reikalų komisariato kultūros ir švietimo skyrius, 1918.
- Sąžinės laisvė. — Voronežas: Lietuvos reikalų komisariato kultūros ir švietimo skyrius, 1918.
- Kova su limpamomis ligomis. — Šiauliai: Šiaulių apskrities valdybos leidinys, 1920.
- Lietuvos universiteto Medicinos fakultetas, jo uždaviniai ir išgalės. — Kaunas: Varpas, 1923.
- Galvos skausmai ir akių ligos. — Kaunas: Varpas, 1926.
- Akinių istorija: inauguracijos pranešimas, laikytas perimant Lietuvos universiteto rektoratą 1925-09-15. — Kaunas: Lietuvos universiteto Medicinos fakultetas, 1926.
- Apie ligų spėjimą iš akių. — Kaunas: Varpas, 1927.
- Gyvybė ir jos atsiradimas ant žemės: su 12 paveikslėlių. — 2-asis leid. — Šiauliai: Kultūros-švietimo draugija, 1928.
- Adaptacijos tyrimo reikšmė ir būdai kasdieninėje praktikoje. — Kaunas: Varpas, 1934.
- Atšokusios retinos gydymas diatermijos būdu. — Kaunas: Spindulys, 1934.
- Glaukomos gydymas. — Kaunas: Varpas, 1937.
- Kova su trachoma Vilniaus krašte. — Kaunas: Varpas, 1938.
- Akių ligų vadovas. — Kaunas: VDU Medicinos fakulteto leidinys, 1940.

## Награды
- Орден Великого князя Литовского Гядиминаса II степени (1932)
- Почётный доктор Латвийского университета (1939)

## Память
- В 1986 г. открыта мемориальная доска на здании бывшей офтальмологической клиники в Каунасе.
- Его имя носит одна из улиц в Пасвалисе.
- Установлен памятник П. Авижонису возле краеведческого музея в Пасвалисе.

Похоронен на Пятрашюнском кладбище в Каунасе.